# Citroën XM
O Citroën XM é um sofisticado automóvel de alto-luxo fabricado em 1989 na França pela Citroën, para substituir o Citroën CX. Foi lançado inicialmente com duas opções de motor, o 3.0 V6 de 170 CV e um segundo com 4 cilindros com 122 CV, com caixa de marchas automática em todos os modelos com exceção do modelo equipado com o motor a gasolina XUD11A/L, vinha equipado com 2 computadores de bordo com informações completas e que era capaz de ajustar a suspensão hidráulica automaticamente de acordo com o tipo de solo e condição de pilotagem.
A Citroën fabricou 333.405 unidades do XM durante os 11 anos em que foi produzido. O XM foi eleito em 1990 carro do ano na Europa.

## Suspensão
Os automóveis da Citroën são conhecidos pelo nível de qualidade e sofisticação das suspensões de seus automóveis, desde os modelos mais simples de automóveis, com suspensões convencionais projetadas para estar entre as melhores de sua categoria, até os modelos mais sofisticados, com a consagrada suspensão hidropneumática patenteada pela Citroën, uma exclusividade da fabricante, fruto de décadas de pesquisas nessa área.
O Citroën XM, por exemplo, é um automóvel de design ousado para sua época e com toque futurista concebido pelo estúdio italiano Bertone, que foi exportado para vários países, incluindo o Brasil.

## Mercado
Quando trouxe o Citroën XM ao Brasil, importado da França, logo após a tão aguardada e desejada abertura de mercado promovida pelo então presidente brasileiro Fernando Collor de Mello, a Citroën impressionou os consumidores de alto poder aquisitivo e até mesmo a imprensa com o nível de sofisticação da sua lendária suspensão hidropneumática e seu câmbio automático de 4 marchas ZF 4HP18 da versão Exclusive.
Porém o preço ainda alto para os padrões da época e a forte competição de automóveis de alto luxo de renomadas marcas alemãs, inglesas, italianas e japonesas, como, por exemplo, Mercedes Benz, BMW, Audi, Jaguar, Alfa Romeo e Lexus, dificultou as vendas do Citroën XM no Brasil.
O requintado Citroën XM ainda hoje impressiona pelo nível de conforto e pela tecnologia embarcada, que chega ao ponto extremo de oferecer ao seu condutor a opção de escolher uma programação de ajuste da suspensão para rodar com mais suavidade (absorvendo o máximo possível as irregularidades das vias) ou para rodar mais firme, mais baixa para viajar por autoestradas pavimentadas bem conservadas ou mais alta para dirigir cuidadosamente em estradas rurais.
E para completar esse sofisticado conjunto, o fabricante introduziu outros itens complementares de segurança e conforto: Ar-condicionado e aquecedor, rádio AM / FM com comandos no volante, air-bag duplo nas versões posteriores ao lançamento (modelo 1995 em diante), Freios ABS, bancos com revestimento em couro com regulagem elétrica, detalhes em madeira nobre nas portas e no painel, direção hidráulica, etc.
Na Europa, o Citroën XM sucedeu o Citroën CX e foi substituído pelo Citroën C6.
O Citroën XM conta também com uma versão perua, chamada de Break.
No Brasil, o Citroën XM foi substituído primeiramente pelo sedan Citroën C5, em 2001, e pelo Citroën C6 em 2005.

## Ficha técnica
Citroen XM
- Capacidade: 5 lugares (incluindo motorista);
- Comprimento: Aprox. 4,7 metros;
- Largura: Aprox. 1,8 metro;
- Altura: Aprox. 1,4 metro;
- Peso: Aprox. 1.300 kg (Sensation 2.0);
- Peso: Aprox. 1.550 kg (Exclusive 3.0);
- Entre-eixos (espaço interno): Aprox. 2,85 metros;
- Carroceria: Hatch 5 portas (estúdio Bertone);
- Transmissão: Manual 5 marchas, Automática 4 marchas ZF 4HP18 (Exclusive 3.0 até 1997) ou 4HP20 (de 1998 a 2000);
- Aceleração 0 a 100 km / h (Sensation 2.0 Turbo manual): Aprox. 8,2 segundos;
- Aceleração 0 a 100 km / h (Exclusive V6 3.0 automático): Aprox. 9,3 segundos;
- Suspensão: Hidropneumática;
- Freios: Disco / ABS nas quatro rodas;
- Motorização Exclusive (potência / torque): 3.0 V6 12V (174 cv / )(até 1997); 3.0 V6 24 valv. (194 cv / 27 kgfm)(1998 em diante);
- Motorização Sensation (potência / torque): 2.0 turbo (150 cv / 23,9 kgfm);
- Alimentação: Injeção Eletrônica;

## Principais concorrentes
- Alfa Romeo 164
- Audi A4
- BMW Série 3
- Jaguar X-type
- Mercedes-Benz Classe C
- Peugeot 605
- Subaru Legacy
- Volkswagen Passat

## Galeria de imagens

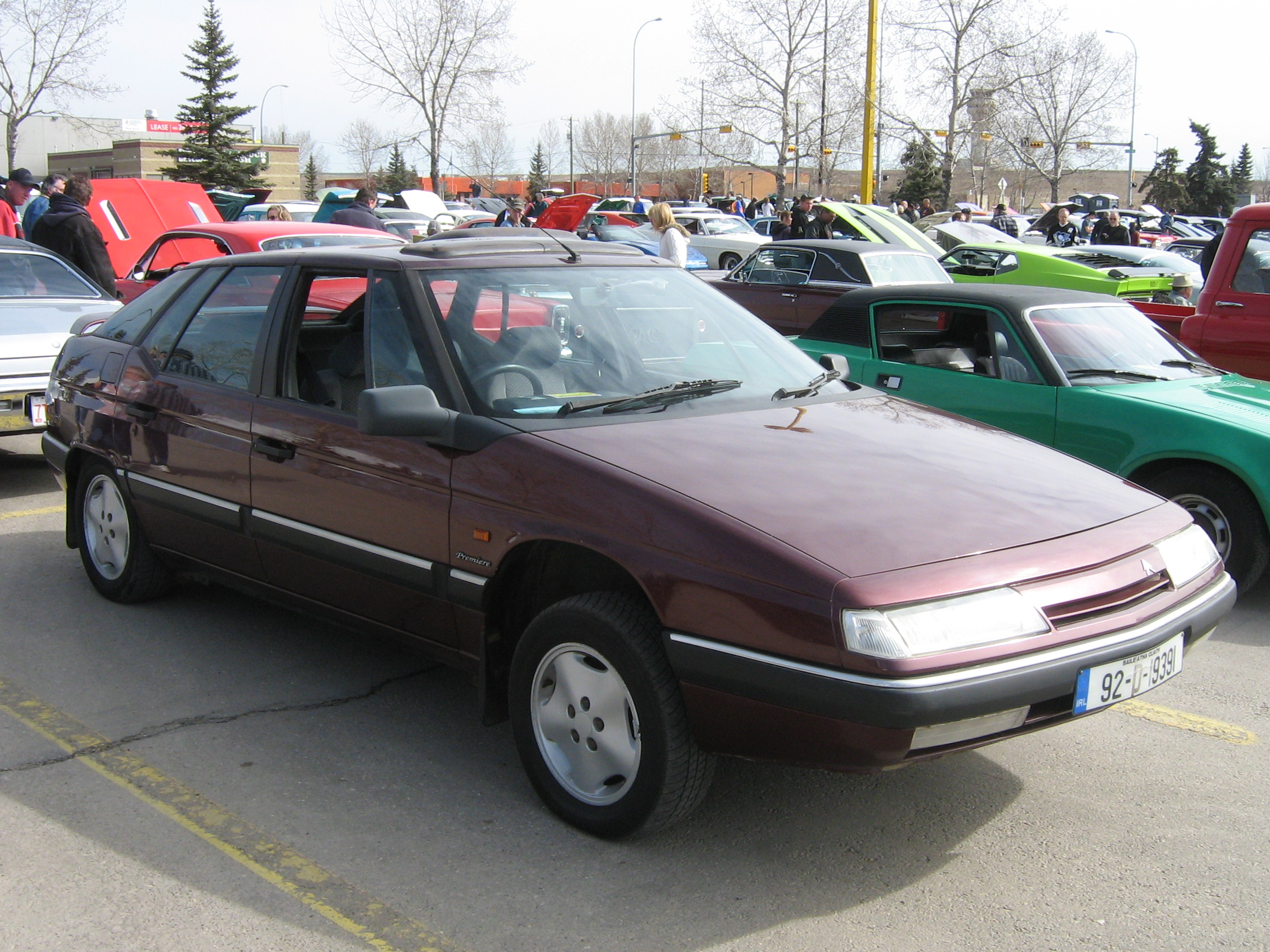
Nesta imagem, percebe-se o Citroën XM com a suspensão na posição alta, para manutenção ou troca de pneus.
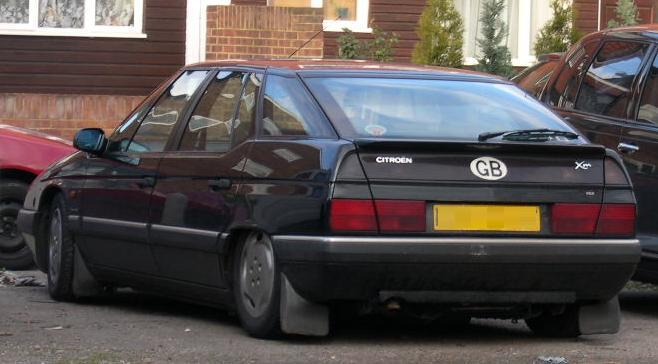
Nesta imagem, percebe-se o Citroën XM com a carroceria baixada, ideal para colocar e retirar bagagens do porta-malas.
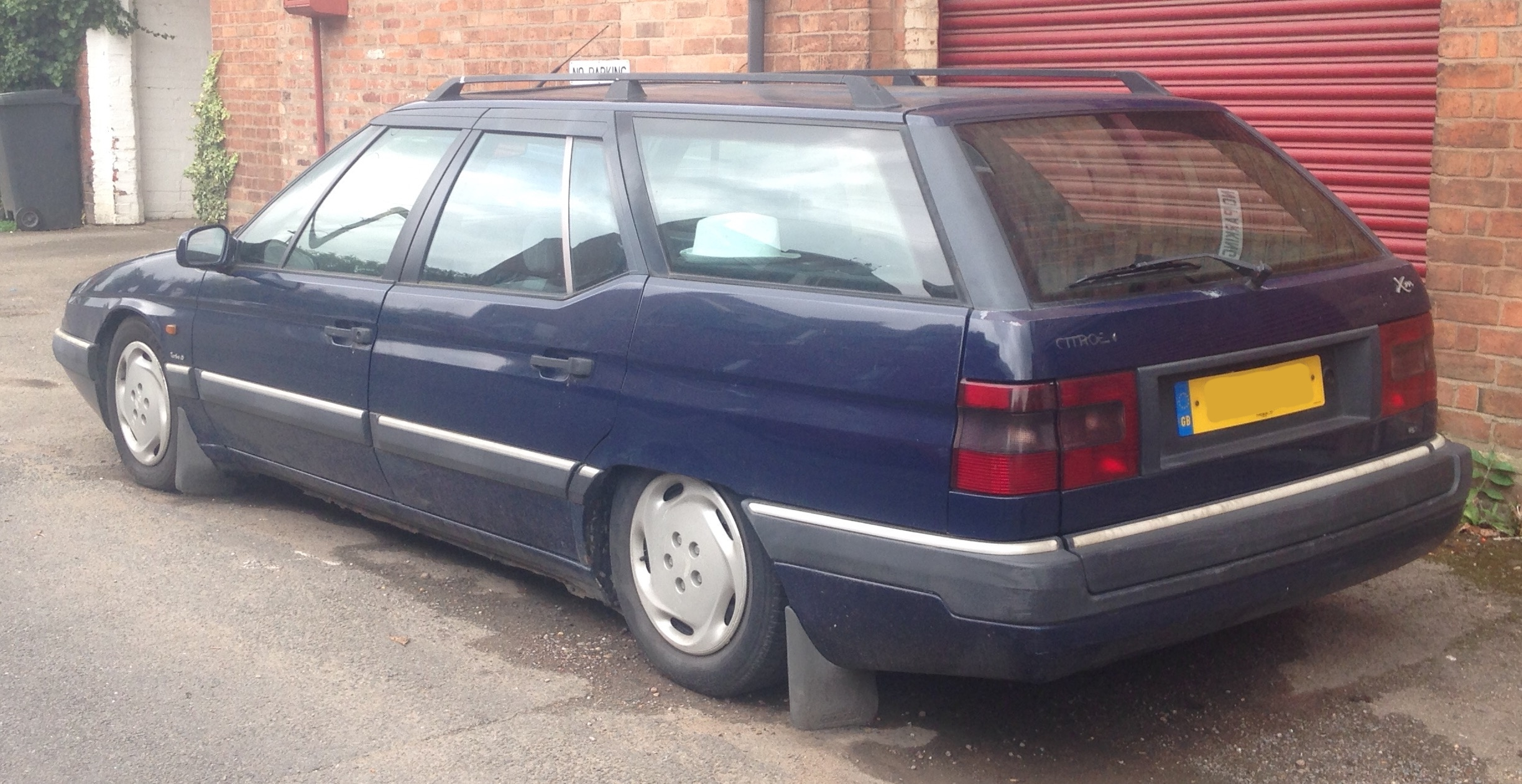
Citroën XM Break - A versão perua do Citroën XM